# Museum der Deutschen Binnenschifffahrt

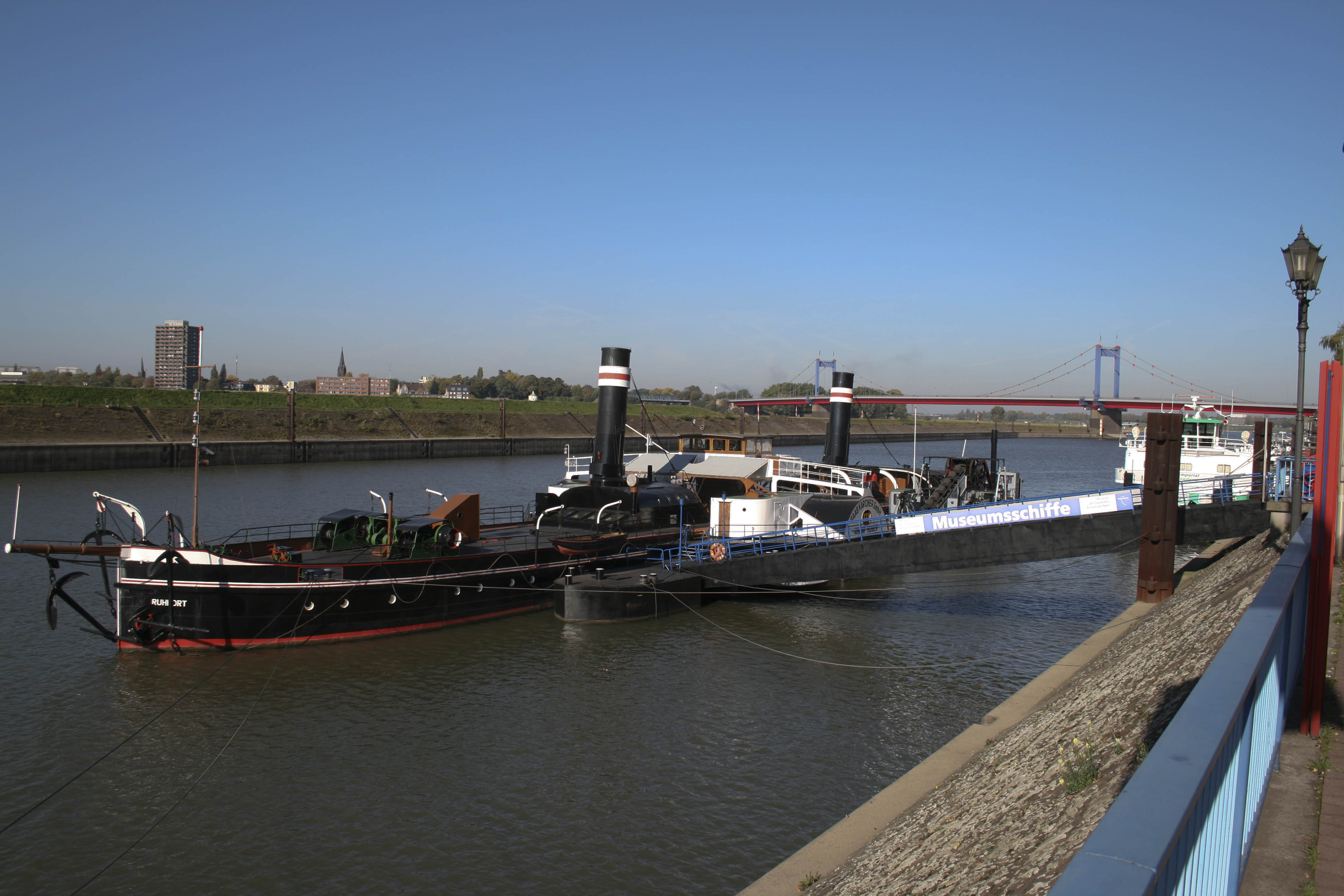
Oscar Huber

Het Museum der Deutschen Binnenschifffahrt is een maritiem museum in de Duitse stad Duisburg. Het museum werd geopend in 1974 en is ondergebracht in een oud zwembad.
Met de acquisitie van het museumschip Oscar Huber in 1974 zette het Gesellschaft zur Förderung des Museums der Deutschen Binnenschiffahrt zijn eerste stap. In 1979 werd de collectie opgesteld in het voormalige stadhuis van Ruhrort. In 1998 vond de verhuizing plaats naar het voormalige binnenzwembad van Ruhrort waar het nu nog steeds gevestigd is.
In het museum komen diverse aspecten van de binnenvaart aan de orde. Er zijn zalen over de technische, economische en sociale geschiedenis van de binnenvaart.
In de grote zaal van het voormalige herenzwembad ligt de Nederlandse tjalk Goede Verwachting uit het jaar 1913. In de dameszwemhal ligt een replica van een binnenvaartschip dat wordt gebruikt als spelschip en evenementenruimte. Nabij het museum, op de Steiger Schifferbörse, liggen drie museumschepen, waarvan er twee open zijn voor het publiek.
Het museum maakt deel uit van de Route der Industriekultur.